# کیلو–
کیلو– یا کیلوـ (به لاتین: -kilo) یکی از پیشوندهای SI در دستگاه متریک است که برابر است با ‎۱۰۳ که این عدد هزار نام دارد و نشانهٔ اختصاری (کوته‌نوشت) آن در دستگاه بین‌المللی یکاها "K" است.